# 教衆
教衆（きょうしゅう、ギリシア語: κλήρος, ロシア語: Клир）とは、広義には正教会の教役者、すなわち、神品、および正教会の奉神礼において神品を補助する者の総称であるが、狭義には奉神礼において神品を補助する者のみを指す。現代の日本正教会では後者（狭義）の用例が多い。ロシア語から片仮名転写された「クリル」との表記もある。
教衆には、以下の者が含まれる。
- 神品（聖務者）

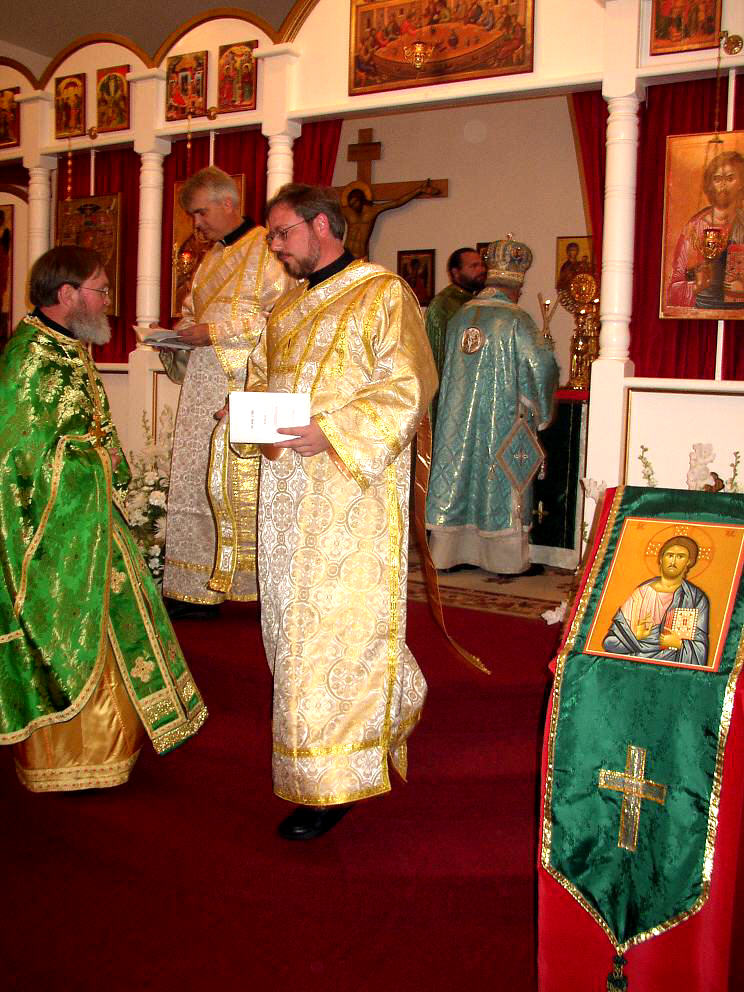
諸神品による奉神礼の光景。白地に金色の刺繍を施された祭服を着ている二人が輔祭。左手前に大きく写っている濃い緑色の祭服を着用した人物と、イコノスタシスの向こう側の至聖所の奥に小さく写っている人物が司祭。至聖所の宝座手前で水色の祭服を着用し、宝冠を被って奉事に当たっているのが主教である。正教会では祭日ごとに祭服の色を統一して用いるのが一般的であり、このように諸神品が別々の色の祭服を用いるケースはそれほど多くはない。また、祭服をこのように完装するのは写真撮影などの特別な場合を除いて公祈祷の場面に限られている。なおこの画像には堂務者は写っていない。

  - 主教（総主教・エクザルフ・府主教・大主教含む）
  - 司祭（首司祭・長司祭・修道司祭・掌院・典院含む）
  - 輔祭（首輔祭・長輔祭・修道輔祭を含む）
- （狭義の）教衆（堂務者）
  - 副輔祭
  - 堂役
  - 誦経者
  - 詠隊

「聖務者（せいむしゃ）」「堂務者（どうむしゃ）」の語は明治時代の正教会の文献に載せられてはいるが、現代の日本正教会においてはあまり日常的な用語ではない。現代の日本正教会では狭義の語法として、堂務者のみを指して教衆と呼ぶケースが多い。
正教会で「聖職者」と言った場合には通常、神品（聖務者）のみを指し、堂務者は含まない。
機密及び奉神礼を執行する権能を主教は持ち、その権能の一部を司祭は主教から授与され、輔祭は奉神礼を輔佐する。堂務者は奉神礼を補助するが、補助の内容は輔祭に比べて限定されている。